# 박상순
박상순(1962년 11월 25일 ~ )은 대한민국의 시인이자, 문학출판 기획자이다.
1962년 서울특별시 출생으로 서울대학교 미술대학 회화과(서양화)를 졸업했다. 1991년 계간 <작가세계> 봄호에<빵공장으로 통하는 철도> 외 8편의 시를 발표하면서 문단에 데뷔하였다.민음사에 1989년 입사해 편집 주간 및 계간 《세계의 문학》 주간을 거쳐, 대표이사(편집인)를 지냈다. 한국어 판 《펭귄클래식》의 대표 편집인 직을 역임했다. 출판 기획자로 《민음사 세계문학전집》과 《펭귄클래식》 시리즈를 기획하여 출간했고, 도리스 레싱 등 노벨 문학상 수상 작가의 한국어판을 출판하는 등 백여 권에 이르는 국내외 작가들의 문학 작품을 기획하고 편집했다. 북 디자이너(book designer)로 문학, 인문학 책의 디자인도 했다. 그의 시는 전위적이고 낯선 느낌이 드는 시이다.

## 저서
시집
- 《6은 나무, 7은 돌고래》[4]  (민음사, 1993)

- 《마라나, 포르노 만화의 여주인공》 (초판: 세계사, 1996), (증보판: 문학과지성사, 2017)
- 《Love Adagio》[5][6] (민음사, 2004)
- 《슬픈 감자 200그램》 (난다, 2017)
- 《밤이, 밤이, 밤이》 (현대문학, 2018)

수장 작품집(시선집)
- 《목화밭 지나서 소년은 가고》 (현대문학사, 2005) : 제51회 현대문학상 수상 시집

- 《무궁무진한 떨림, 무궁무진한 포옹》(제17회 미당문학상 수상작품집, 2018)

문학 연구서
- 《나는 장난감 신부와 결혼한다-이상李箱 시/박상순 해설)》 (민음사, 2019)

## 수상경력
- 1996년 : 현대시동인상
- 2006년 : 제51회 현대문학상
- 2013년 : 제14회 현대시작품상
- 2017년 : 제17회 미당문학상